# Wadjet

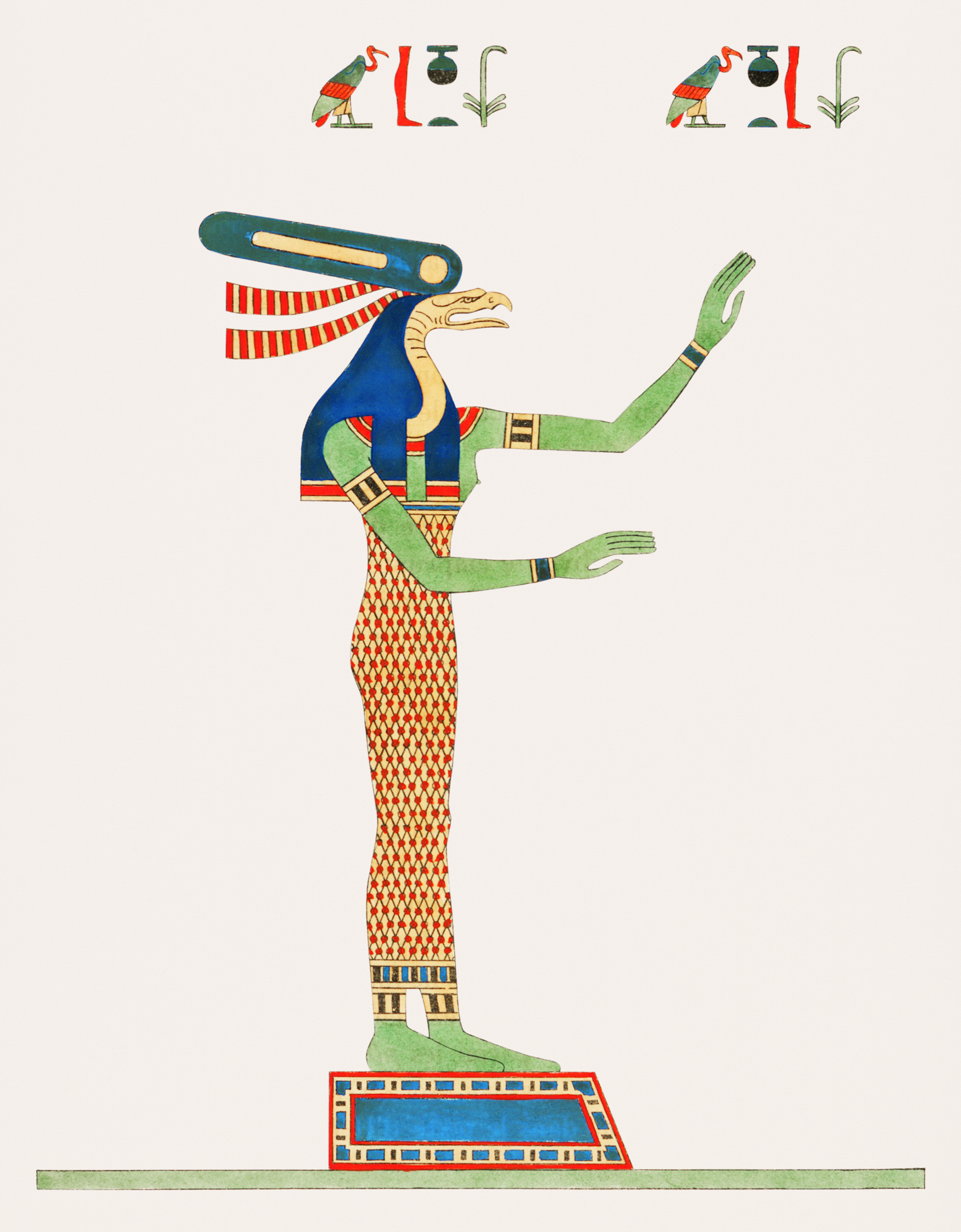
Wadjet i människoform.

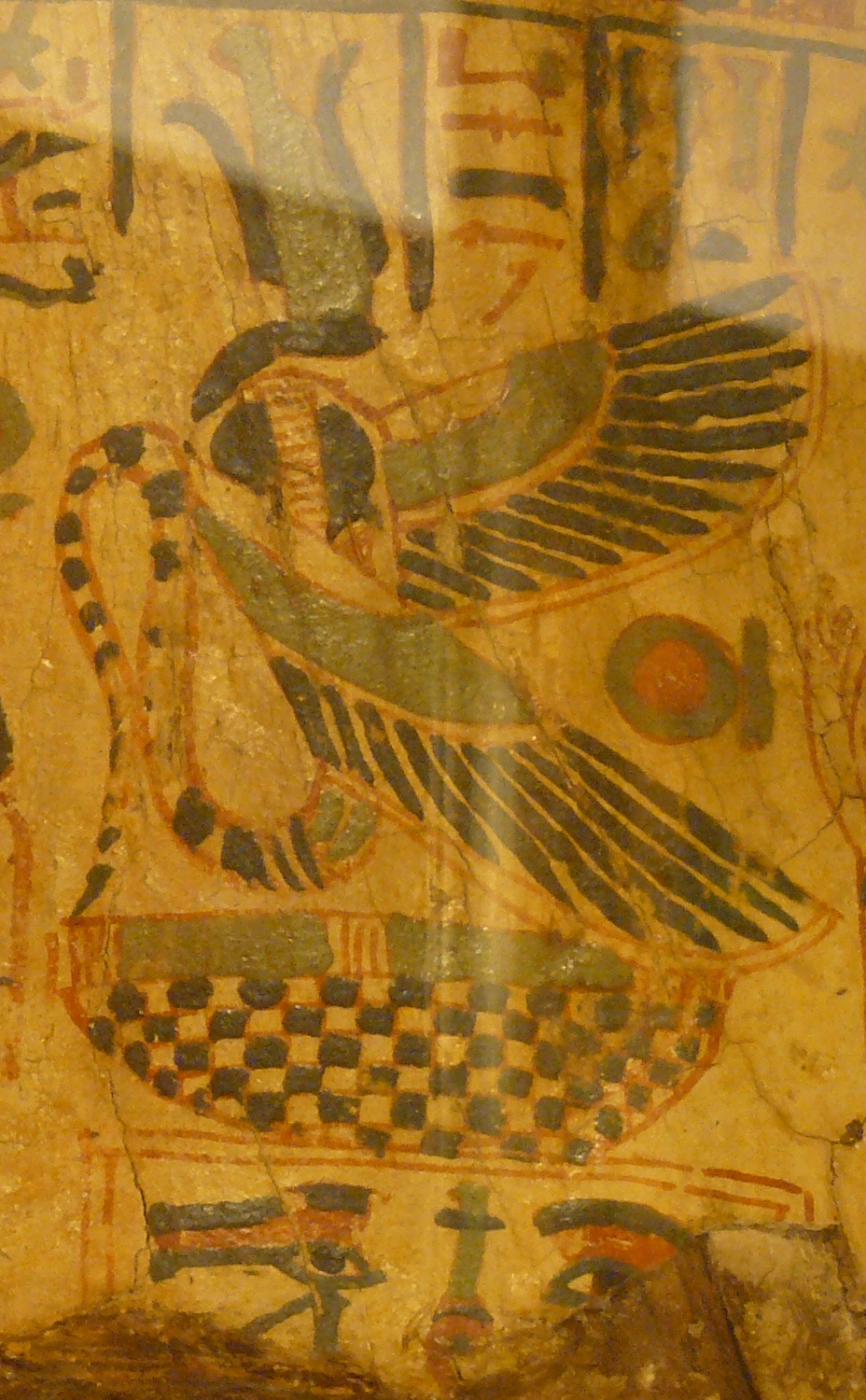
Wadjet i ormform.

Wadjet, även känd under namnen Buto, Uzait, Wedjat, Uadjet och Udjo var i egyptisk mytologi en gudinna som gestaltas som en kobra.  Hon var Nedre Egyptens skyddsgudinna och, tillsammans med Övre Egyptens skyddsgudinna Nekhbet, en av det enades Egyptens och faraos två skyddsgudinnor. Hon beskyddade också kvinnor i barnsbörd. 

## Ikonografi
Wadjet brukar återfinnas på faraonernas kronor som en framåtblickande kobra som sträcker fram halsen till faraos beskydd - i symbolspråket kallat uraeus, som var det emblen som ursprungligen prydde Nedre Egyptens krona. Wadjet associerades med Ras öga, en kraftfull gudomlig ikon av beskydd.  Hon avbildades vanligen som en orm, eller som en kvinna med ormhuvud, vanligen en kobra. Ibland hade hon två huvuden. Som orm avbildades hon ursprungligen ibland hopkurad på sol(guden) Ras krona, och senare ofta som en stående kobra på kungliga kronor. 

## Historik
Avbildningar av Wadjet är kända från åtminstone 3100 f.Kr. Hon var ursprungligen en lokal gudinna från staden Dep.  Hon dyrkades i staden Desouk, som egypterna kallade Per-Wadjet och grekerna för Buto, som var en viktig stad i Egypten under den paleolitiska forntiden.   
Dyrkan av henne spred sig, och hon dyrkades så småningom som hela Nedre Egyptens beskyddare. När Egypten enades genom föreningen av Nedre Egypten och Övre Egypten, blev hon tillsammans med Övre Egyptens motsvarighet Nekhbet det enade Egyptens två skyddsgudinnor. Hon var beskyddare av farao, liksom av kvinnor i barnsbörd. 

## Mytologi
Hon ska ha varit guden Horus barnsköterska under hans barndom. I myten om Osiris och Isis skötte hon spädbarnet Horus och hjälpte hans mor Isis att skydda honom mot hans farbror-morbror Set. Horus var den gud Farao ansågs inkarnera på jorden, och Wadjet blev följaktligen beskyddare av farao. 

## Dyrkan
Wadjets huvudtempel låg i hennes ursprungliga hemstad Per-Wadjet, som var huvudort för hennes tillbedjan. Där fanns också ett orakel, som ibland har teoretiserats vara ursprunget till traditionen med orakel vid templen i Grekland. Hon hade även ett tempel i staden Imet (nu Tell Nebesha), där hon kallades "Imet-Damen". I senare tid dyrkades Wadjet ofta som en del av treenighet med Min och Horus.